# Marcelo Sarvas
Marcelo Fazzio Sarvas (São Paulo, 16 oktober 1981) is een Braziliaans voormalig voetballer die als middenvelder speelde. Hij heeft in zijn carrière bij clubs in Brazilië, Zweden, Polen, Costa Rica en de Verenigde Staten gespeeld.

## Clubcarrière
Sarvas begon zijn carrière in Brazilië bij Corinthians. In 2002 debuteerde hij voor het eerste elftal. In 2003 tekende hij bij Esporte Clube Noroeste in de lagere divisies van het Braziliaanse voetbal. Hij spendeerde een jaar bij Noroeste, alvorens naar Europa te vertrekken. Hij tekende bij het Zweedse Karlskrona AIF. Ook hier bleef hij slechts één seizoen. Hierna tekende hij bij Kristianstads FF, wederom in de lagere divisies van Zweden. Hij scoorde in zijn eerste seizoen bij de club tien keer en zorgde er mede voor dat Kristianstads promoveerde naar de Division 1, het derde niveau in Zweden. Zijn spel bleef niet onopgemerkt bij Zweedse clubs in hogere divisies. In 2007 tekende hij dan ook bij Mjällby. 
In 2008 maakte hij opnieuw een transfer binnen Zweden. Dit keer tekende hij bij Bunkeflo uit de Superettan, het tweede niveau van Zweden. Hij was bij Bunkeflo een van de belangrijkere spelers, al kon hij degradatie niet voorkomen, en werd beloond met een transfer naar Polonia Warschau. Bij Polonia speelde hij 28 competitiewedstrijden, waarin hij twee keer scoorde. In 2010 vloog hij naar Costa Rica om te tekenen voor topclub Alajuelense. Bij Alajuelense was hij een van de sterspelers. Hij hielp de club in 2011 aan het landskampioenschap. Zijn spel in de CONCACAF Champions League zorgde voor interesse bij andere clubs in Noord-Amerika.
Uiteindelijk was het de Amerikaanse landskampioen Los Angeles Galaxy waar Sarvas op 6 december 2011 tekende. In zijn eerste jaar bij de club, waarin hij direct de MLS Cup won, moest hij het vooral doen met invalbeurten. Na het vertrek van David Beckham kwam er in 2013 echter een plaats vrij op het middenveld, die toegekend werd aan Sarvas. Hij kreeg een vaste basisplaats en ontwikkelde zich tot een vaste kracht op het middenveld. Sarvas speelde uiteindelijk drie seizoenen bij LA Galaxy en won twee MLS Cups met de club. Op 15 januari 2015 maakte hij de overstap naar Colorado Rapids. In 2016 ging hij naar DC United waar hij in 2017 zijn loopbaan afsloot.